# えんぴつ消しゴム
えんぴつ消しゴム（えんぴつけしゴム）はよしもとクリエイティブ・エージェンシー大阪本社に所属していたお笑いコンビ。
ともに大阪府堺市出身で、大阪NSC34期。高校の同級生だった2人が2011年に結成。上田が奥村を誘い、一緒に大阪NSCへ入学し、首席で卒業。
2013年、第34回今宮子供えびすマンザイ新人コンクール福娘大賞受賞。
2015年、第4回関西演芸しゃべくり話芸大賞本戦進出。
2016年10月31日に解散。二人とも解散後も芸人を続ける。

## メンバー
上田 純樹（うえだ あつき、1992年7月19日（33歳） - ）
ボケ担当・立ち位置左。
身長168cm。体重59kg。血液型AB型。
趣味は温泉に入る事・カラオケ・女装、特技は温泉ソムリエで温泉の紹介・入り方・注意点もレクチャー可能。
解散後は、2期後輩の岡田真輝志ときんめ鯛を結成。芸名を上田だうに改名。
きんめ鯛解散と同時に芸人を引退。
奥村 篤（おくむら あつし、1992年12月14日（32歳） - ）
ツッコミ担当・立ち位置右。
身長171cm。体重66kg。血液型B型。
趣味はPerfume(ファンクラブ会員。ライブ鑑賞のためにニューヨークに渡米経験あり)・読書(200冊以上)・アイドル(Negicco・でんぱ組.inc・仮面女子)・ラジオ・ダンス・自転車。特技は柔軟性・大食い(一食で3合)・早口言葉・落語・口上。
解散後は、まおりーたとドキドキを結成。芸名を奥村アツシに改名。2017年7月28日に解散後は、ピン芸人として活動。芸名はあずき坊主。芸風は主に漫談。ボマちゃん、ヤーマン亭ポゥポゥとのトリオ「大乱ポゥ！ボマッシュブラ坊主！」としてM-1グランプリにも出場している。